# Musik i Tyskland
Tyskland är som statsbildning ett av Europas relativt yngre länder, men de tyska regionerna har ändå ett gemensamt arv av bland annat folkmusik och klassisk musik som sträcker sig långt före Tysklands enande 1871, medan det i det enade Tyskland efter 1871 uppstått en populärmusikscen. Tysklands nationalsång heter Deutschlandlied.

## Genrer

### Folkmusik
I framförallt de södra regionerna Bayern och Rheinland-Pfalz, men även i övriga landet är polkamusik mycket vanlig. Den blev populär ungefär redan när den började att spelas i Böhmen under 1830-talet och spreds fort till de angränsande staterna runt omkring, av vilka många i dag utgör Tyskland.

### Klassisk musik
Tysk klassisk musik var framstående under barocken, med bland andra Johann Sebastian Bach. Under romantiken var musiken viktig för att skapa en tysk nationell identitet, inte minst genom Richard Wagner. En annan klassisk kompositör, Ludwig van Beethoven, föddes i, Bonn,

### Populärmusik

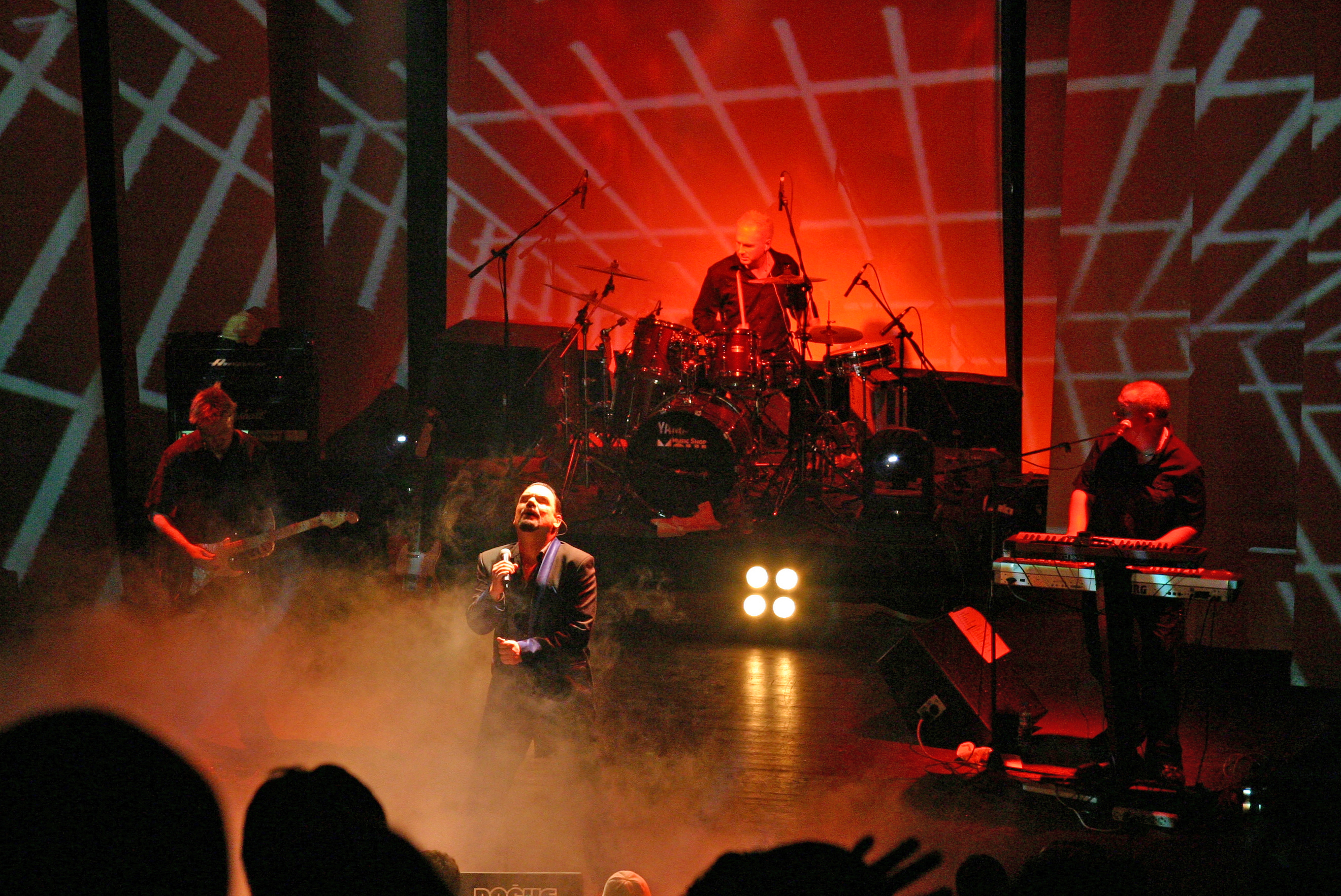
Alphaville vid en livespelning år 2005

Schlager är ett tyskspråkigt ord som egentligen har samma betydelse som hitlåt, utan att syfta på någon särskild musikstil. Senare har begreppet vidgats
Under 1920-talet blev jazz och swing snabbt populärt i Weimarrepubliken, men efter nazisternas maktövertagande 1933 visade de stark motvilja mot sådan musik.
Under andra halvan av 1970-talet och första halvan av 1980-talet skördade västtysk popmusik stora framgångar genom strömningen Neue Deutsche Welle.  Ungefär samtidigt i Östtyskland började sångerskan Nina Hagen uppfattas som alltmer obekväm för den socialistiska regimen, och migrerade 1976 till Västtyskland.
Dåvarande Västtyskland vann Eurovision Song Contest 1982, då Nicole Hohloch representerade landet med melodin Ein bißchen Frieden, medan det återförenade Tyskland segrade 2010 med melodin Satellite, som framfördes av Lena Meyer-Landrut.

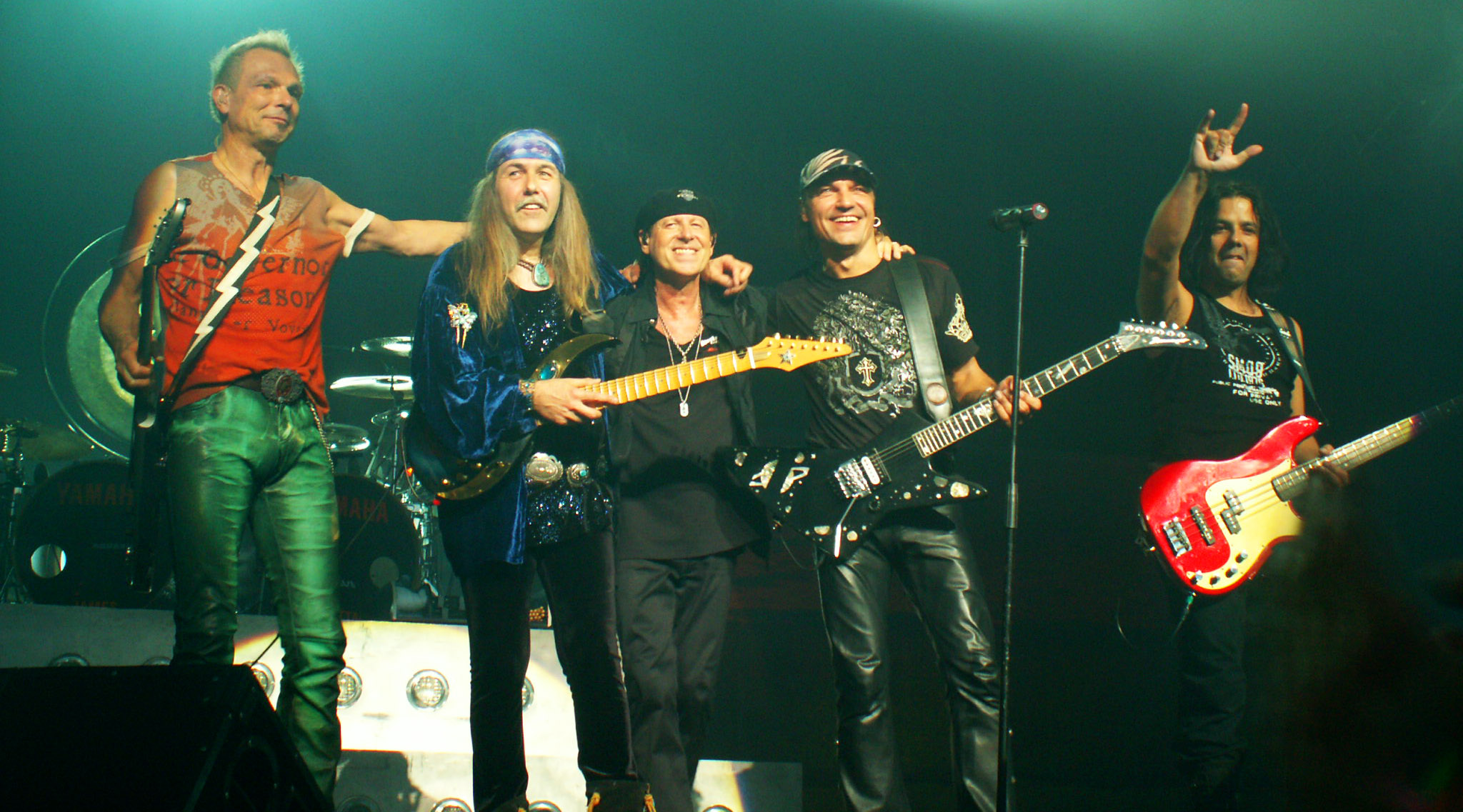
Scorpions under en livespelning i Nantes i Frankrike i maj 2007.

I Tyskland har också en stark hårdrocksscen utvecklats, bland annat genom Scorpions som bildades 1971 och bland annat skördat stora internationella framgångar med sina rockballader. I gruppens hemstad Hannover har ishockeyklubben Hannover Scorpions tagit sitt namn efter bandet.
Under mitten av 1980-talet växte en stark thrash metal-scen fram med band som Destruction, Kreator och Sodom, och i mitten av 1990-talet slog industrimetalbandet Rammstein igenom.
I Östtyskland blev hårdrocken i början av 1980-talet snabbt populär bland ungdomarna, med Formel 1 i spetsen, men motarbetades länge av myndigheterna, innan SED kring 1987 insåg att rörelsen var för populär för att motarbetas, och i stället började acceptera den som en del av det etablerade östtyska musiklivet.
Tyskland har inspirerat till genren krautrock och i staden Düsseldorf bildades 1970 den elektroniska popgruppen Kraftwerk. En annan framgångsrik tysk popgrupp är Alphaville, som tillhörde nya vågen  och 1984 noterade en stor framgång med Forever Young.
Många tyska sånger som blivit stora hitlåtar handlar om fred, krig och internationell politik. I  Ein bißchen Frieden sjunger Niole Hohlochs om oron inför att Kalla kriget mellan NATO och Warsawapakten, som 1982 befann sig i ett spännt läge, skulle övergå i ett internationellt storkrig.  1983 noterades Nena för en stor framgång med 99 Luftballons, som också handlar om fruktan för  ett nytt storkig. Även i Alphavilles Forever Young från 1984 finns referenser till det dåtida hotet om storkrig. I Wind of Change från 1990 besjöng Scorpions förändringarna i Östeuropa i slutet av 1980-talet och början av 1990-talet.
Många artister från andra länder har också slagit igenom starkt på tysk mark, till exempel spelade brittiska Beatles ofta i Hamburg under det tidiga 1960-talet som nattklubbsmusiker, och kompade då många andra artister.
Svenska artister och grupper som även haft en tysk karriär är Zarah Leander, som hade stora framgångar i Tyskland under det sena 1930-talet och tidiga 1940-talet. och Siw Malmkvist, som slog igenom i Västtyskland 1959 och representerade Västtyskland vid Eurovision Song Contest 1969 med melodin Primaballerina. Under andra hälften av 1990-talet och början av 2000-talets första decennium uppträdde svenska dansband som Vikingarna (som "Vikinger"), Thorleifs och Drifters (som "Midsommar") i Tyskland.

### Filmmusik
En representant för tysk filmmusik är Hans Zimmer som skrivit filmmusiken till 100-tals välkända filmer. Även Harold Faltermeyer (bland annat Axel F/Beverly Hills Cops theme eller soundtracks till Top Gun, Fletch med flera) kan här omnämnas, såsom Klaus Badelt.  